# Мадам Сі Джей Вокер
Сара Брідлав (англ. Sarah Breedlove, знана як Мадам Сі Джей Вокер, англ. Madam C. J. Walker; 23 грудня 1867 року — 25 травня 1919 року) — американська підприємиця і філантропка; вважається першою в США жінкою, яка створила статок у мільйон доларів. Джерело її прибутку — успішна лінія косметики та товарів для волосся, призначених для афроамериканських жінок. Виробництво, реклама і розповсюдження товарів велися через компанію Madame C. J. Walker Manufacturing Company.

## Ранні роки
Народилася 23 грудня 1867 року в Дельті, штат Луїзіана в родині Оуена і Мінерви Брідлав. Мала сестру Лувенію та чотирьох братів: Александра, Джеймса, Соломона та Оуен-молодшого. Батьки та старші діти були рабами на плантації Роберта В. Берні. Сара стала першою дитиною, народженою у Брідлава вільною, завдяки Прокламації про звільнення рабів. У 1872 році померла мати Сари, ймовірно, від холери. Батько після цього одружився вдруге, але незабаром помер.
Сара переїхала до старшої сестри і її чоловіка Віллі Пауелла. У віці 14 років одружилася з Мозесом Маквільямсом, щоб уникнути поганого ставлення Пауелла. Три роки потому народила дочку, А'Лелію Вокер. Коли Мозес Маквільямс помер, Сарі було всього 20, а її доньці — 2 роки. Незабаром переїхала до Сент-Луїса, де жили три її брати, які працювали перукарями. У 1906 році Сара одружилася з Чарлзом Джозефом Вокером, продавцем товарів через рекламні оголошення в газетах.

## Кар'єра

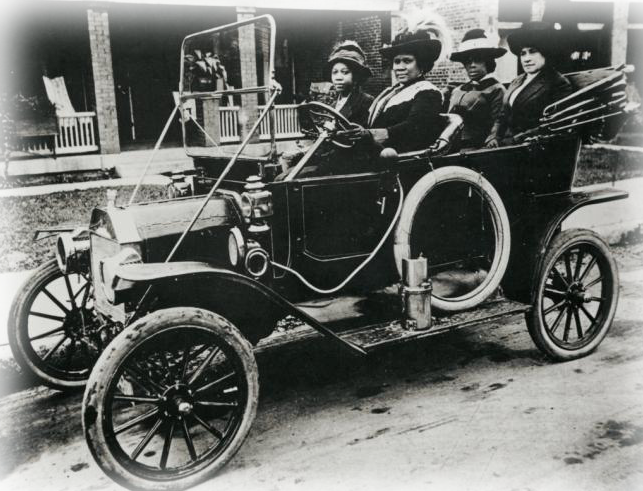
Сі Джей Вокер з друзями в автомобілі

Взявши ім'я Мадам Сі Джей Вокер, Сара почала продавати свої товари по всіх Штатах. Її донька А'Лелія займалася поштовими замовленнями, а Вокери роз'їжджали південними та східними штатами. У 1908 році вони влаштувалися в Піттсбурзі, штат Пенсільванія, де відкрили Лелія-коледж, який навчав «культурі волосся». У 1910 році Вокери переїхали до Індіанаполіса, де відкрили штаб-квартиру компанії й побудували фабрику.
Мадам Сі Джей Вокер почала навчати інших чорношкірих жінок, допомагаючи їм організувати власний бізнес. Вона також виступала з лекціями на політичні, економічні та соціальні теми на зборах, організованих впливовими організаціями чорношкірих американців. Після заворушень в Іст-Сент-Луїсі вона приєдналася до Національної асоціації сприяння прогресу кольорового населення (NAACP) в боротьбі за визнання лінчування федеральним злочином. У 1918 році на з'їзді Національної асоціації кольорових жінок (англ. National Association of Colored Women) (NACW) Мадам Сі Джей Вокер була визнана головною учасницею порятунку будинку аболіціоніста Фредеріка Дугласа в Анакостії, районі Вашингтона. Протягом усього життя Мадам Сі Джей Вокер продовжувала надавати фінансову допомогу NAACP, YMCA, школам і притулкам для чорношкірих дітей, а також іншим організаціям і особам, які надають допомогу афроамериканцям.

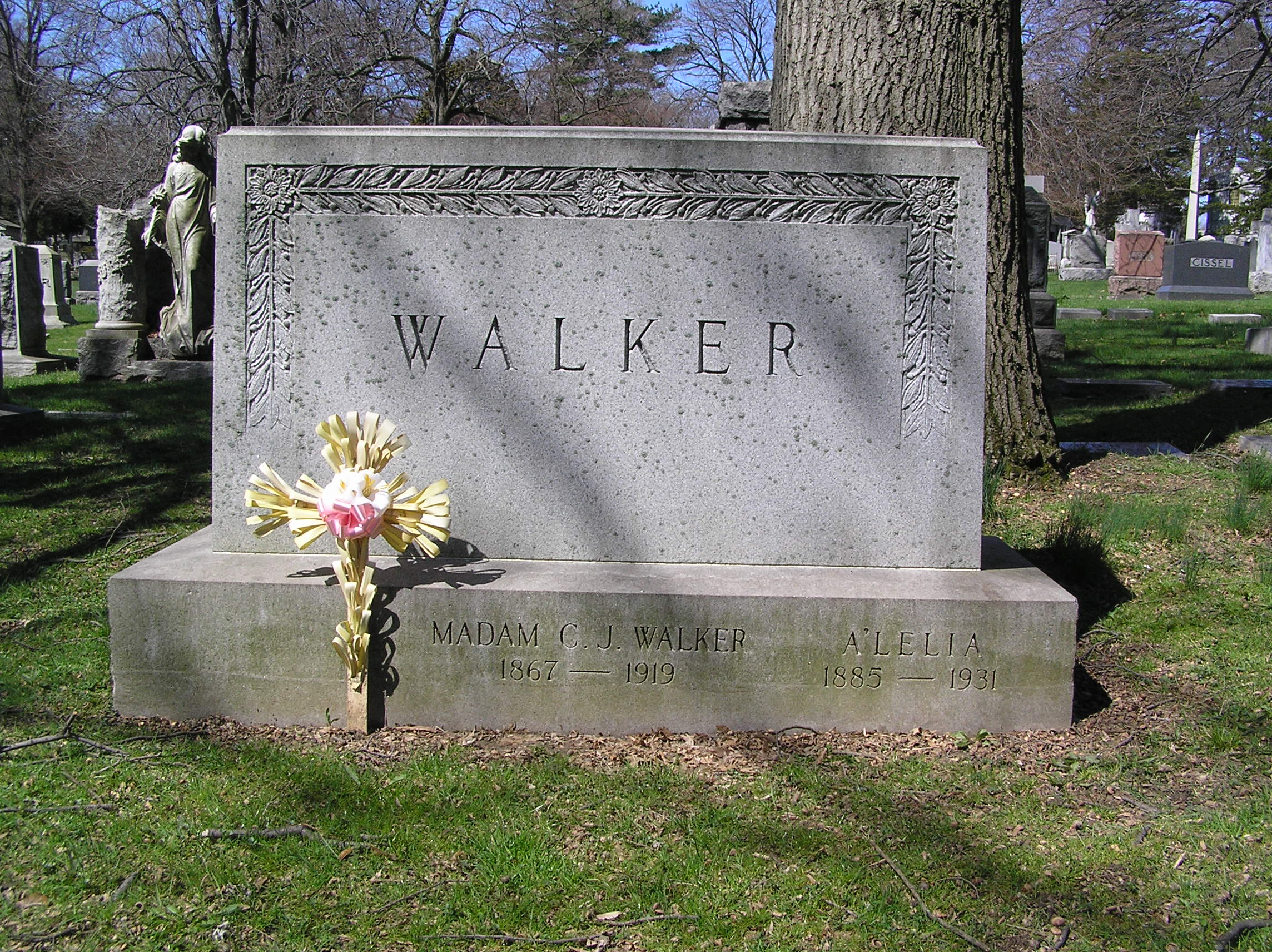
Могила Мадам Сі Джей Вокер

У 1917 році побудувала власний маєток «Вілла Леваро» в Ірвінгтон-он-Хадсоні, штат Нью-Йорк. Маєток спроєктував Вертнер Танді, перший ліцензований чорношкірий архітектор штату Нью-Йорк і засновник братства Альфа-Фі-Альфа (англ. Alpha Phi Alpha). Споруда будинку обійшлася у 250 000 доларів

25 травня 1919 року Мадам Сі Джей Вокер померла у своєму будинку від ускладнень гіпертонії у віці 51 років. Похована на нью-йоркському цвинтарі Вудлон. На момент смерті вважалася найбагатшою чорношкірою жінкою Америки й першою, хто самостійно зібрав статок в один мільйон доларів. Останнє визначення внесене до «Книги рекордів Гіннеса», однак, згідно з некрологом, опублікованим у New York Times, «два роки тому [в 1917 році] вона сказала, що поки не мільйонерка, але сподівається нею стати з часом».
Після смерті Мадам Сі Джей Вокер президентом Madam C.J Walker Manufacturing Company стала її дочка А'Лелія Вокер.

## Визнання
У 1990 році Мадам Сі Джей Вокер була введена до Зали слави бізнесу чиказького Музею науки та промисловості.
У 1993 році її ім'я включене до списку Національної зали слави жінок у Сенека-Фоллс, штат Нью-Йорк.
28 січня 1998 року Поштова служба США в рамках серії Black Heritage випустила марку, присвячену Мадам Сі Джей Вокер.
16 березня 2010 року конгресмен Чарлз Ренджел представив резолюцію HJ81, що була присвячена визнанню внеску мадам Сі Джей Вокер в суспільне життя.
У грудні 2010 року мер Нью-Йорка Майкл Блумберг підписав білль, відповідно до якого квартал 136-ї вулиці між бульваром Малкольма Ікс (Ленокс Авеню) і Сьомою авеню була названа на честь Мадам Вокер і А'Лелії Вокер.
Крім того, Мадам Сі Джей Вокер входить до Національної зали слави косметології та Національної зали слави прямих продажів.